# Live steam
Live steam (engelska för "ånga under tryck") är en typ av modelljärnväg där lokomotiven drivs av riktiga ångmaskiner. Live steam-anläggningar byggs utomhus och brukar vara i skala 1:8–1:16.

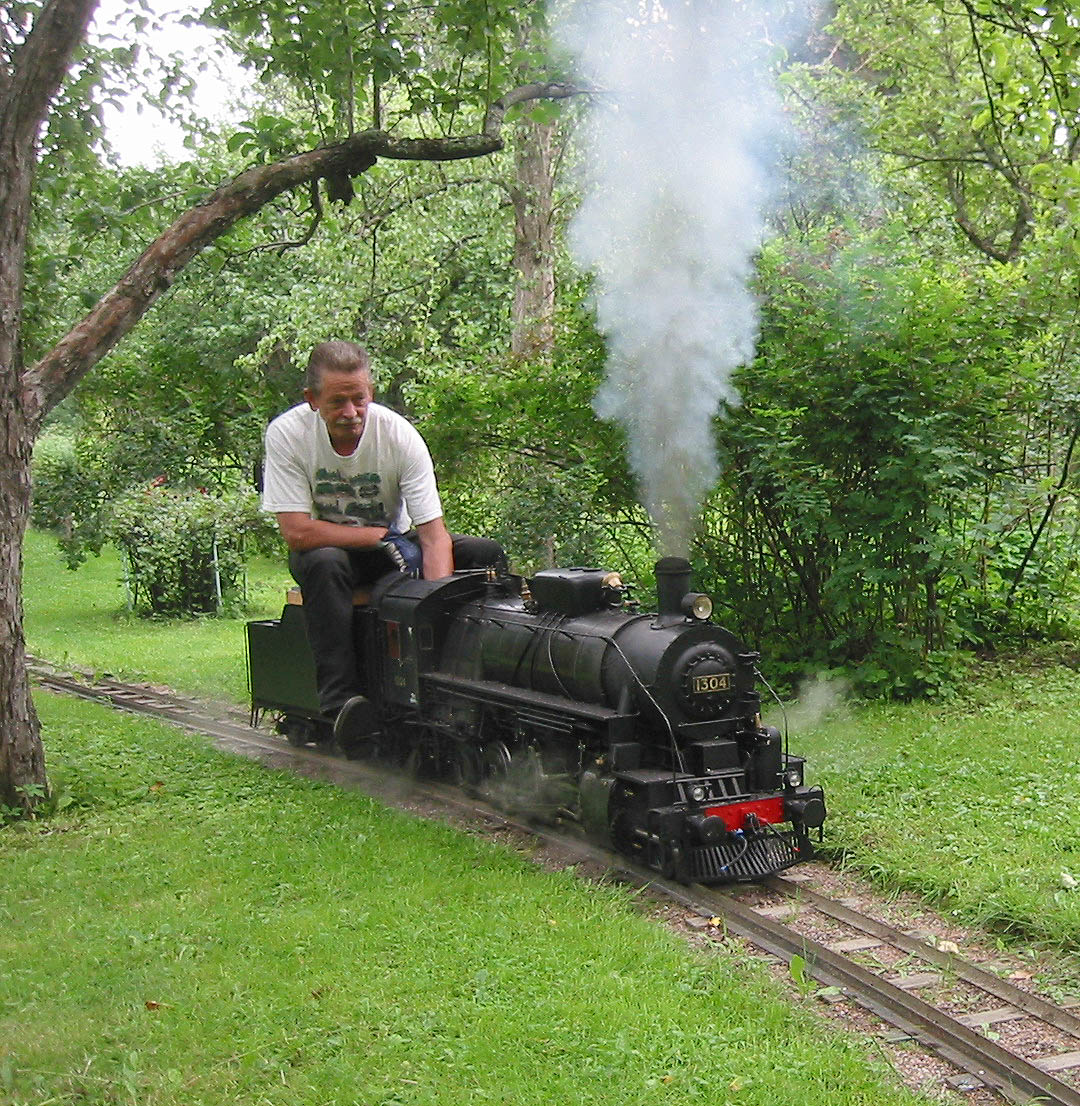
Ett finskt live steam lokomotiv i skala 1:8. Bygget tog 15 000 timmar under 15 år. Modellen väger cirka 300 kg.
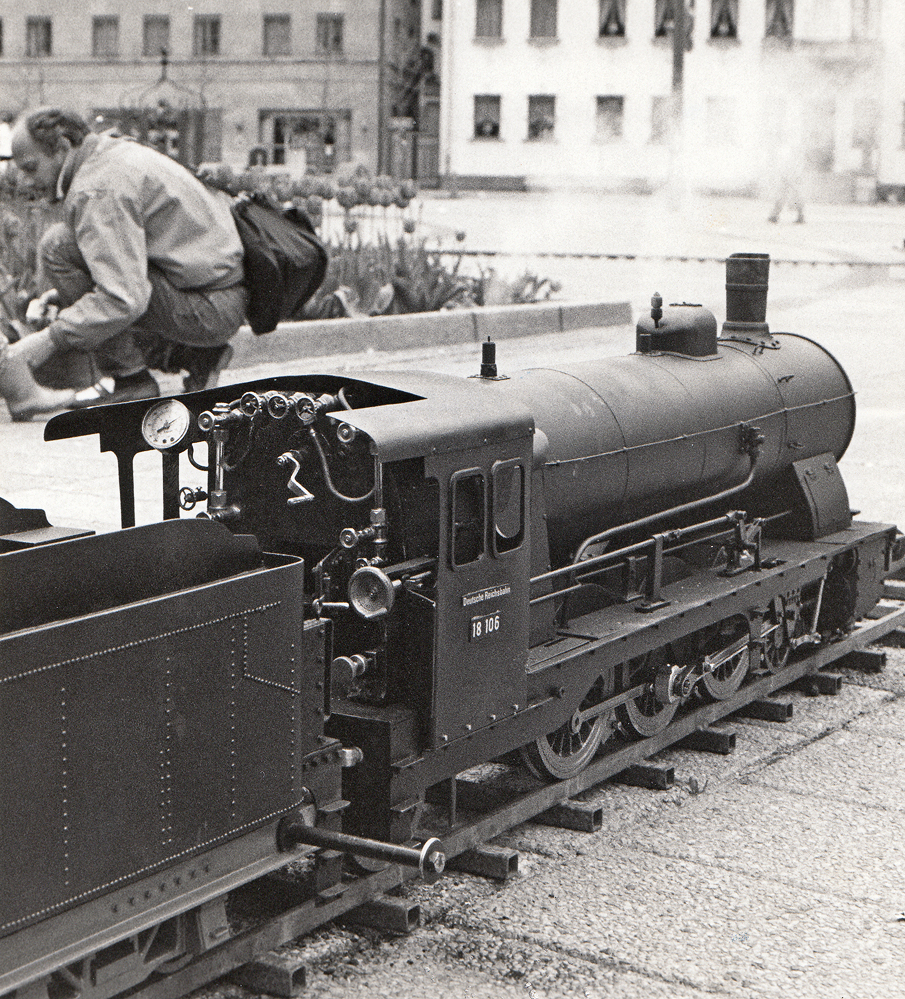
Live Steam 1:8 Malmö 1987.
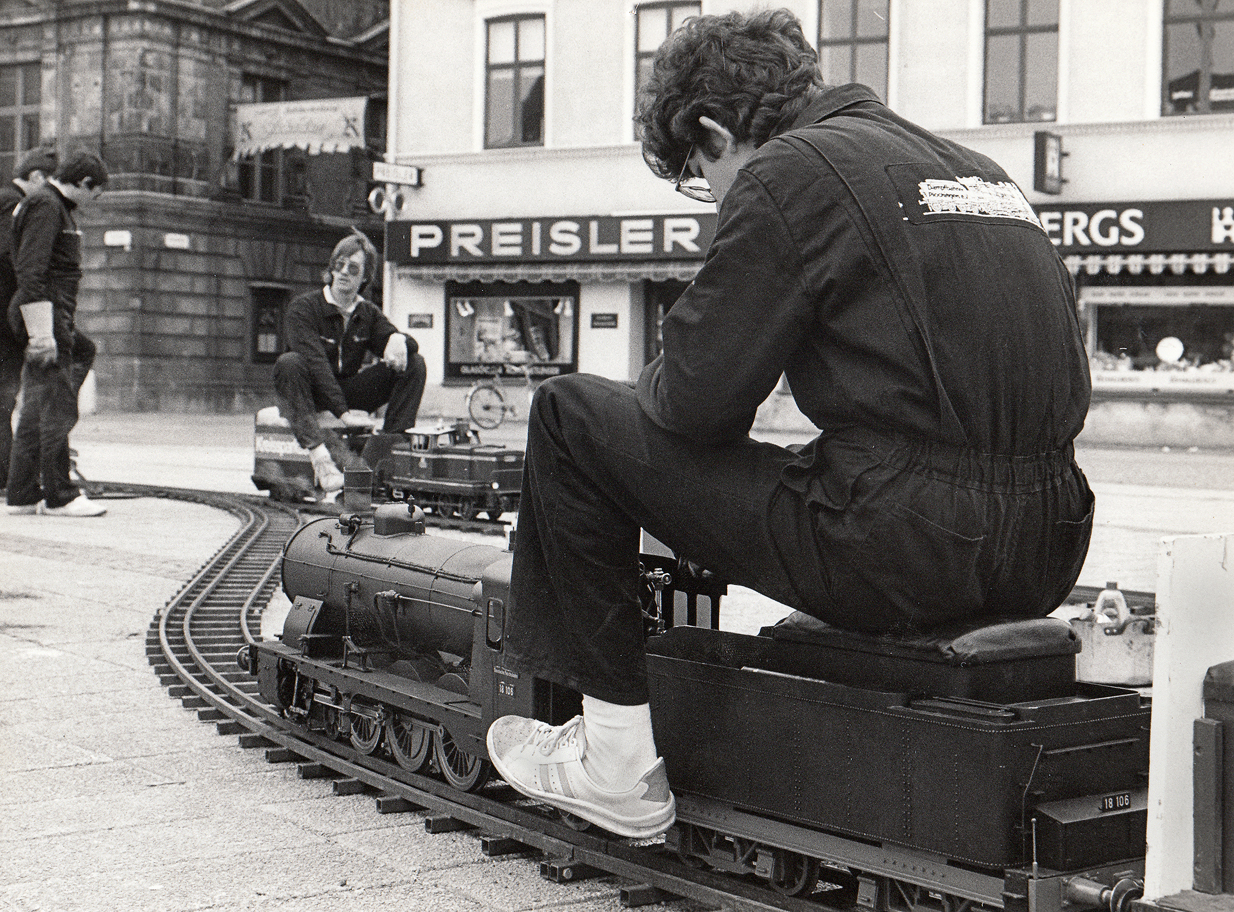
Live Steam 1:8 Malmö 1987.